# Vevče
Vevče so del Ljubljane na njenem vzhodnem obrobju v bližini vzhodne obvoznice, ob reki Ljubljanici. V kraju se nahaja kopališče, trgovine, osnovna šola in športni objekt. Tu ima sedež Papirnica Vevče, do katere iz Zaloga vodi tudi industrijski železniški tir. V središču kraja na Papirniškem trgu imata končno obračališče mestni avtobusni liniji št. 12, ki naselje povezuje s kolodvorom in Bežigradom ter št. 24, ki poteka skozi naselja pod Golovcem, mimo Štepanje vasi in Kodeljevega do nakupovalnega središča BTC. Skozi naselje ob delavnikih obratuje tudi linija št. 26. 
V Vevčah danes živi mešano prebivalstvo iz nekdanje Jugoslavije. Največ ljudi se je začelo priseljevati po drugi svetovni vojni, ko so začeli graditi blokovsko naselje.
Bližnja naselja so: 
- Polje,
- Zalog,
- Fužine
- Zadvor,
- Zgornji Kašelj,
- Slape
- Studenec.